# حمله شخص کناری
در بحث امنیت رایانه، حمله شخص کناری گونه‌ای حمله سایبری فعالانه، همانند حمله مرد میانی است. در حمله مرد میانی، گره (شبکه) به طور کامل کنترل می‌شود. اما در حمله شخص کناری، حمله‌کننده، تنها به طور منظم به کانال مخابراتی، دسترسی دارد که به او اجازه می‌دهد ترافیک شبکه را بخواند و پیام‌های تازه‌ای وارد شبکه کند اما نمی‌تواند پیام‌های دیگران را تغییر دهد یا پاک کند. حمله‌گر به برتری زمانی تکیه دارد تا مطمئن شود پاسخ‌هایی را که به درخواست قربانی می‌فرستد پیش از رسیدن پاسخ‌های درست، به او می‌رسند.
در حمله‌های واقعی، حمله‌گر می‌تواند از بسته پاسخ فرستاده شده برای قرار دادن بدافزار، روی دستگاه قربانی استفاده کند. نیاز به برتری زمانی، انجام حمله را سخت می‌کند. زیرا نیاز به داشتن موقعیت برتر در شبکه رایانه‌ای دارد که نمونه آن، دسترسی به ستون فقرات اینترنت است.
افشاگری‌های نظارتی گسترده در سال ۲۰۱۳ (میلادی) نشان دادند که آژانس امنیت ملی ایالات متحده آمریکا به طور گسترده‌ای از حمله شخص کناری برای آلوده کردن سامانه‌های هدف با بدافزارهای برنامه QUANTUM استفاده می‌کند.